# Operation Medusa
Operation Medusa ist die Bezeichnung für eine von kanadischen Streitkräften geführte Offensive der NATO und afghanischer Streitkräfte, die vom 2. bis zum 17. September 2006 in Afghanistan gegen die Taliban durchgeführt wurde.
Anlass der Offensive war der starke Widerstand, der der NATO bei der Übernahme des Kommandos der in Afghanistan stationierten Truppen überraschend entgegenschlug.
Die Operation konzentrierte sich auf das Gebiet des Bezirkes Panjwai. Das Gebiet liegt in der Nähe von Kandahar. Insgesamt wurden 200 Talibankämpfer, zwölf NATO-Soldaten kanadischer und jeweils ein NATO-Soldat niederländischer und amerikanischer Herkunft getötet. 14 britische Soldaten kamen bei einem Flugzeugabsturz im Rahmen von Aufklärungs- und Versorgungsmaßnahmen ums Leben.
Es war der erste reale Einsatz unter Kampfbedingungen der neuen Panzerhaubitze 2000. Sie verrichtete ihre Dienste in der niederländischen Armee.
Auf die Operation Medusa folgte die Operation Mountain Fury.